# مردی که می‌خواست سلطان باشد (فیلم)
مردی که می‌خواست سلطان باشد (انگلیسی: The Man Who Would Be King) فیلمی آمریکایی-بریتانیایی در سبک ماجراجویی به کارگردانی جان هیوستون است که در سال ۱۹۷۵ منتشر شد. از بازیگران آن می‌توان به مایکل کین، کریستوفر پلامر، سعید جعفری، جک می و شان کانری اشاره کرد.

## داستان فیلم
در سال ۱۸۸۵، رودیارد کیپلینگ (کریستوفر پلامر) هنگام کار به عنوان خبرنگار در دفتر یک روزنامه در هند، با یک مرد ژنده پوش (مایکل کین) روبرو می‌شود. مرد ژنده پوش به یاد او می‌رود که چهار سال قبل با هم دیدار داشته‌اند. او تعریف می‌کند که به همراه دوست دیگرش دانیل «دنی» (شان کانری) به کافیرستان دور افتاده (در افغانستان امروزی، این استان اکنون به عنوان نورستان شناخته می‌شود) رفته‌اند در آن جا به مقام و پول و قدرت دست یافته‌اند و بر اساس ماجراهایی همه چیز را از دست داده‌اند.

## دربارهٔ ساخت فیلم
جان هیوستون از دهه ۱۹۵۰ قصد داشت این فیلم را بسازد. او در آن رمان می‌خواست با کلارک گیبل و همفری بوگارت در نقش‌های دانیل و پیچی این فیلم را بسازد. تا قبل از مرگ بوگارت در سال ۱۹۵۷ شرایط و بودجه ساخت این فیلم برای هیوستون فراهم نشد. در سال ۱۹۶۰به او پیشنهاد داد که ساختن این فیلم را شروع کند منتها کلارک گیبل هم بعد از همکاری با هیوستون در فیلم ناجورها، درگذشت. سپس هیوستون تصمیم گرفت فیلمش را با بازی برت لنکستر و کرک داگلاس بسازد که به سرانجام نرسید. ژس از آن با ریچارد برتون و پیتر اوتول مذاکره کرد که آن هم به سرانجام نرسید. در دهه ۱۹۷۰، جان هیوستون از رابرت ردفورد و پل نیومن برای بازی در این فیلم دعوت کرد. پل نیومن به هیوستون توصیه کرد که بازیگران انگلیسی باید در این نقش‌ها بازی کنند و شان کانری و مایکل کین را به او پیشنهاد کرد که به این ترتیب مردی که می‌خواست سلطان باشد با بازی شان کانری و مایکل کین ساخته شد.
گفته می‌شود که کارروم بن بویح، بازیگر نقش رئیس مقبره اسکندر، هنگام بازی دراین فیلم ۱۰۳ ساله بوده‌است. البته هیچ سابقه ای در مورد تولد وی وجود ندارد.

## جوایز و نامزدی‌ها
این فیلم نامزد چهار جایزه اسکار شد:
بهترین کارگردانی هنری: الکساندر تراونر، تونی اینگلیس، پیتر جیمز
بهترین نویسندگی: جان هاستون، گلادیس هیل
بهترین طراحی لباس
بهترین تدوین
موریس ژار برای ساخت موسیقی این فیلم در گلدن گلوب نامزد دریافت بهترین موسیقی فیلم شد.